# وزارة يحيى إبراهيم باشا
وزارة يحيى إبراهيم باشا هي الوزارة الحادية والثلاثون في مصر، صدر المرسوم الملكي بتشكيلها في 15 مارس 1923.

## أعضاء الحكومة
| الوزارة               | الوزير                                                 | تعديلات 6 أغسطس 1923   | تعديل 8 أغسطس 1923                                               | تعديل 12 أغسطس 1923      |
| --------------------- | ------------------------------------------------------ | ---------------------- | ---------------------------------------------------------------- | ------------------------ |
| رئيس مجلس الوزراء     | يحيى إبراهيم باشا                                      |                        |                                                                  |                          |
| وزير الداخلية         | يحيى إبراهيم باشا (إلى جانب منصبه رئيسًا لمجلس الوزراء) |                        |                                                                  |                          |
| وزير الخارجية         | أحمد حشمت باشا                                         | محمد توفيق رفعت باشا   |                                                                  |                          |
| وزير الحقانية         | أحمد ذو الفقار باشا                                    |                        |                                                                  |                          |
| وزير المالية          | محمد محب باشا                                          | أحمد حشمت باشا         |                                                                  |                          |
| وزير الأشغال العمومية | حافظ حسن باشا                                          | عبد الحميد سليمان باشا |                                                                  |                          |
| وزير الحربية والبحرية | محمود عزمي باشا                                        |                        |                                                                  |                          |
| وزير المعارف العمومية | محمد توفيق رفعت باشا                                   | محمد محب باشا          | محمد توفيق رفعت باشا (بصفة مؤقتة؛ إلى جانب منصبه وزيرًا للخارجية) | أحمد زكي أبو السعود باشا |
| وزير الأوقاف          | أحمد علي باشا                                          |                        |                                                                  |                          |
| وزير الزراعة          | فوزي جورجي المطيعي باشا                                |                        |                                                                  |                          |
| وزير المواصلات        | أحمد زيور باشا                                         |                        |                                                                  |                          |

## تعديلات
- في 11 يونيو 1923 أسندت وزارة الأشغال العامة إلى عبد الحميد سليمان باشا
- في 6 أغسطس 1923 أسندت وزارة المعارف العمومية إلى محمد محب باشا وأسندت وزارة المالية إلى أحمد حشمت باشا وأسندت وزارة الخارجية إلى محمد توفيق رفعت باشا.[4][3][5]
- في 8 أغسطس 1923 تقدم محمد محب باشا باستقالته وأسندت وزارة المعارف العمومية إلى محمد توفيق رفعت باشا مرة أخرى مؤقتاً لمدة أربعة أيام.[5]
- في 12 أغسطس 1923 أسندت وزارة المعارف العمومية إلى أحمد زكي أبو السعود باشا.[6]

## وصلات داخلية
- قائمة رؤساء مجلس وزراء مصر